# 카모 (볼셰비키)

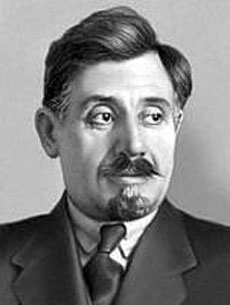
카모

카모(아르메니아어: Կամո, 조지아어: კამო, 러시아어: Камо)는 본명이 시몬 아르샤키 테르페트로샨(아르메니아어: Սիմոն Արշակի Տեր-Պետրոսյան, 조지아어: სიმონ არშაკის ძე ტერ-პეტროსიანი, 러시아어: Симон Аршакович Тер-Петросян, 1882년 5월 27일 ~ 1922년 7월 14일)는 아르메니아인인 고참 볼셰비키이다. 소련의 지도자가 된 이오시프 스탈린과는 소꿉 친구였다.
변장사였던 그는 1903년부터 1912년에 걸쳐 주로 당시 러시아 제국의 일부였던 조지아에서 러시아 사회 민주 노동당의 볼셰비키 파에 대한 다수의 군사 작전을 수행했다. 그 중에서도 특히 유명한 것은 볼셰비키 지도부가 당 활동 자금을 획득하기 위해 계획하고 카모가 중심적 역할을 맡은 1907년 티플리스 은행 강도 사건이다. 일련의 군사 활동을 위해 카모는 1907년에 베를린에서 체포되어 투옥되었지만 탈옥하였다. 카모는 1912년에 무장 강도 미수로 다시 체포되어 사형을 선고했다. 그러나 이 사형 선고는 로마노프 왕조 300주년 기념 축하에 의해 사면되어 종신형으로 감형되었다.
1917년 2월 혁명 후, 카모는 해방되었다. 카모는 1922년에 티플리스에서 자전거를 타고 있었는데, 트럭에 치여 죽었다. 사후 카모의 시신은 티플리스의 예레반 광장 (현재 자유광장)에 가까운 푸시킨 정원에 묻혀 기념비가 건립되었으나, 후에 이 기념비는 스탈린 시대에 철거되었으며, 시신도 다른 위치로 옮겨 실종됐다.